# الطبيبة (مسلسل)
الطبيبة مسلسل سوري أنتج عام 1988 من تأليف د.زهير براق ود. رياض نعسان آغا ومن إخراج المخرج فردوس أتاسي ومن مونتاج السيد يوسف عثمان، وهو من بطولة أسعد فضة، رشيد عساف، جيانا عيد، رضوان عقيلي، وفاء موصللي، عباس النوري وزياد سعد.

## الطبيبة 2: قلوب دافئة
الطبيبة 2: قلوب دافئة مسلسل سوري أنتج عام 1989 من تأليف د.زهير براق، ومن إخراج نذير عواد.

### الممثلون
- أسعد فضة.
- صباح الجزائري.
- جيانا عيد.
- رشيد عساف.
- مها الصالح.
- رشيد عساف.
- جهاد سعد.
- سوزان نجم الدين.
- انطوانيت نجيب.
- محمد الشيخ نجيب.
- سحر فوزي.
- هيفاء واصف.
- علي الرواس.
- غسان مسعود.
- هالة حسني.

#### ضيوف الشرف
- عباس النوري.
- أحمد عداس.